# برنهارد لوس
برنهارد لوس هو سياسي ألماني، ولد في 30 يوليو 1955 في كاوفبويرن في ألمانيا. نشط حزبياً في الاتحاد الاجتماعي المسيحي. في الانتخابات الفيدرالية الألمانية 2017، انتخب عضو في البوندستاغ الألماني عن دائرة Munich North (electoral district) ‏ وقد انضم خلال البوندستاغ الألماني التاسع عشر (24 أكتوبر 2017 – ) للكتلة البرلمانية الكتلة البرلمانية لائتلاف الاتحاد الديمقراطي المسيحي / الاتحاد الاجتماعي المسيحي في البوندستاغ ‏.